# Gilletteella
Gilletteella är ett släkte av insekter som beskrevs av Carl Julius Bernhard Börner 1930. Gilletteella ingår i familjen barrlöss.
Släktet innehåller bara arten Gilletteella cooleyi.